# Charlie Houchin
Charlie Houchin (Lake Forest (Illinois), 3 november 1987) is een Amerikaanse voormalig zwemmer. Hij vertegenwoordigde zijn vaderland op de Olympische Zomerspelen 2012 in Londen.

## Carrière
Bij zijn internationale debuut, op de Pan Pacific kampioenschappen zwemmen 2010 in Irvine, eindigde Houchin als vijfde op de 400 meter vrije slag en als zesde op de 800 meter vrije slag, op de 200 meter vrije slag strandde hij in de series. Tijdens de wereldkampioenschappen kortebaanzwemmen 2010 in Dubai werd de Amerikaan uitgeschakeld in de series van de 400 meter vrije slag. Samen met David Walters, Garrett Weber-Gale en Ricky Berens zwom hij in de series van de 4x200 meter vrije slag, in de finale sleepten Weber-Gale en Berens samen met Peter Vanderkaay en Ryan Lochte de zilveren medaille in de wacht. Voor zijn aandeel in de series ontving Houchin eveneens de zilveren medaille.
Op de wereldkampioenschappen zwemmen 2011 in Shanghai strandde Houchin in de series van de 400 meter vrije slag. In Guadalajara nam de Amerikaan deel aan Pan-Amerikaanse Spelen 2011. Op dit toernooi veroverde hij de gouden medaille op de 400 meter vrije slag, op de 4x200 meter vrije slag legde hij samen met Conor Dwyer, Scot Robison en Matt Patton beslag op de gouden medaille.
Tijdens de Olympische Zomerspelen van 2012 zwom hij samen met Matt McLean, Davis Tarwater en Conor Dwyer in de series van de 4x200 meter vrije slag, in de finale veroverde Dwyer samen met Ryan Lochte, Ricky Berens en Michael Phelps de gouden medaille. Voor zijn aandeel in de series werd Houchin beloond met de gouden medaille.
Tijdens de wereldkampioenschappen zwemmen 2013 in Barcelona legde hij samen met Conor Dwyer, Ricky Berens en Ryan Lochte beslag op de wereldtitel op de 4x200 meter vrije slag.

## Internationale toernooien
| Jaar | Olympische Spelen                                | WK langebaan        | WK kortebaan                                                           | PanPacs                                                     | Pan-Amerikaanse Spelen              |
| ---- | ------------------------------------------------ | ------------------- | ---------------------------------------------------------------------- | ----------------------------------------------------------- | ----------------------------------- |
| 2010 |                                                  |                     | 12e 400m vrije slag · 4x200m vrije slag · Houchin zwom enkel de series | serie 200m vrije slag 5e 400m vrije slag 6e 800m vrije slag |                                     |
| 2011 |                                                  | 14e 400m vrije slag |                                                                        |                                                             | 400m vrije slag · 4x200m vrije slag |
| 2012 | 4x200m vrije slag · Houchin zwom enkel de series |                     | geen deelname                                                          |                                                             |                                     |
| 2013 |                                                  | 4x200m vrije slag   |                                                                        |                                                             |                                     |
| 2014 |                                                  |                     | geen deelname                                                          | geen deelname                                               |                                     |

## Persoonlijke records

### Kortebaan
| Afstand         | Tijd    | Datum            | Plaats |
| --------------- | ------- | ---------------- | ------ |
| 400m vrije slag | 3.43,12 | 17 december 2010 | Dubai  |

### Langebaan
| Afstand         | Tijd    | Datum            | Plaats       |
| --------------- | ------- | ---------------- | ------------ |
| 200m vrije slag | 1.46,88 | 27 juni 2012     | Omaha        |
| 400m vrije slag | 3.47,16 | 28 juni 2013     | Indianapolis |
| 800m vrije slag | 7.55,98 | 21 augustus 2010 | Irvine       |